# Ścieg za igłą

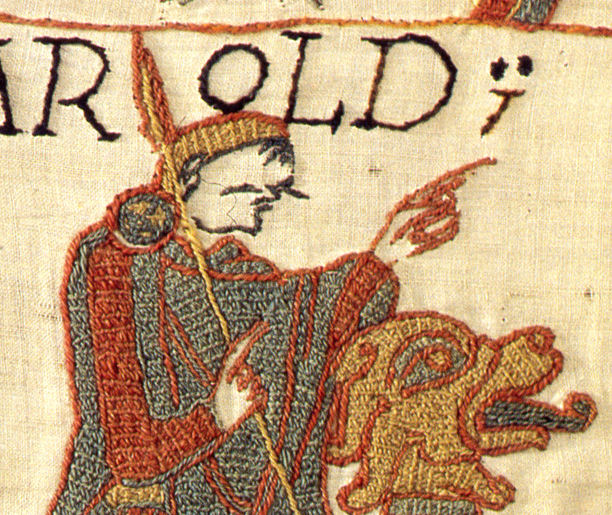
Szczegół z tkaniny z Bayeux na którym tekst i kontury zostały wykonane ściegiem za igłą

Ścieg za igłą – rodzaj ściegu w hafcie i szyciu, w którym poszczególne szwy są wykonywane w kierunku przeciwnym do ogólnego kierunku ściegu. W hafcie linie wykonane tym ściegiem są najczęściej używane do konturowania kształtów i dodawania drobnych szczegółów do haftowanego obrazu. Służy również do haftowania liter. W ręcznym szyciu jest ściegiem użytkowym, który silnie i trwale łączy dwa kawałki materiału.

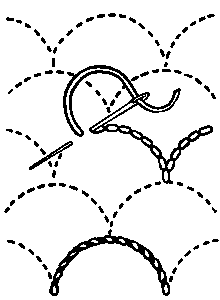
Podstawowy ścieg za igłą

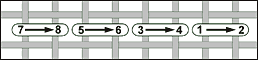
Schemat powstawania ściegu za igłą

## Zastosowania
Uniwersalny ścieg, łatwy do wykonania, ścieg za igłą jest idealny do wykonywania zarówno prostych, jak i skomplikowanych konturów oraz jako podstawa bardziej zaawansowanych technik.  
Jest często używany do konturowania kształtów we współczesnym hafcie krzyżykowym, w hafcie istebniańskim i w hafcie czarnym (blackwork). 
Ścieg za igłą jest starożytną techniką; ocalałe płaszcze haftowane w ten sposób przez ludność Paracas z Peru pochodzą z I wieku p.n.e. Ścieg za igłą jest używany w tkaninie z Bayeux, pochodzącej prawdopodobnie z lat 70. XI wieku, do stworzenia liternictwa i konturów.